# Хлопкув (Люблинское воеводство)
Хлопкув (пол. Chłopków) — деревня в Билгорайском повете Люблинского воеводства Польши. Входит в состав гмины Фрамполь. Находится примерно в 20 км к северу от центра города Билгорай. По данным переписи 2011 года, в деревне проживало 335 человек.
Хлопкув относится к приходу деревни Радечница, большинство детей посещают школы в гмине Фрамполь. В деревне Хлопкув имеется кладбище.
В 1975—1998 годах деревня входила в состав Замойского воеводства.

## Население
Демографическая структура по состоянию на 31 марта 2011 года:
|         | Всего | До трудоспособного возраста | Трудоспособного возраста | Старше трудоспособного возраста |
| ------- | ----- | --------------------------- | ------------------------ | ------------------------------- |
| Мужчины | 160   | 19                          | 112                      | 29                              |
| Женщины | 175   | 33                          | 76                       | 66                              |
| Всего   | 335   | 52                          | 188                      | 95                              |